# Almásfüzitő
Almásfüzitő (hongrois : Almásfüzitő [ˈɒlmaːʃfyzitøː]) est une localité hongroise située dans le comitat de Komárom-Esztergom. Elle résulte de la fusion d'Almás et Füzitőpuszta en 1895.

## Nom et attributs

### Toponymie
Le nom Almásfüzitő a été officiellement attribué en 1895 par les Chemins de fer hongrois (MÁV) lors de la création d'une gare commune aux localités d'Almás et Füzitőpuszta. Le toponyme Füzitő est dérivé du ruisseau Füzegy, qui se jette dans le Danube. Son nom provient du mot hongrois fűzfa, désignant le saule, arbre caractéristique des berges du cours d'eau. Le suffixe « -tő » signifie embouchure ou point de confluence.

## Histoire
Les origines de la localité remontent à l'époque romaine, bien que des vestiges encore plus anciens, datant du Néolithique, aient été découverts sur son territoire. À l'époque romaine, elle portait le nom de Azaum, qui désignait un camp militaire situé dans les environs. Des vestiges archéologiques datant du Ier siècle ont été mis au jour, probablement issus des fortifications du limes longeant le Danube. Le camp en bois initial fut remplacé sous le règne de Marc Aurèle par un camp en pierre, auquel une petite forteresse fut ensuite adjointe. Certains monuments funéraires provenant du cimetière romain sont aujourd'hui visibles sur la place principale du village.
Le nom de la localité apparaît pour la première fois dans un document écrit autour de 1001, dans la charte de fondation de l'abbaye de Pannonhalma, où Étienne Ier de Hongrie fait don du village à l'abbaye. Béla IV de Hongrie y séjournait fréquemment.
Durant l'occupation ottomane, la commune fut totalement désertée.
Son développement ultérieur est lié à l'essor industriel. Miklós Zichy, au XIXe siècle, perçut le potentiel du site et y établit des industries de transformation : amidonnerie, distillerie et fabrique de colle dans son domaine de Füzitő. En 1854, une sucrerie y était déjà en activité.
À partir de 1879, Tivadar Tussla, nouveau propriétaire, fit construire une digue de protection contre les inondations entre Ószőny et Füzitő.
La construction de la ligne ferroviaire Komárom (anciennement Újszőny) – Budapest fut achevée en 1884, suivie en 1891 de la ligne reliant Esztergom et Almásfüzitő. L'actuel bâtiment de la gare et son entrepôt datent de cette époque. La localité adopta officiellement le nom d'Almásfüzitő en 1895, nom attribué par les Chemins de fer hongrois (MÁV), fusionnant les noms de Almás et Füzitőpuszta. Le toponyme Füzitő est une forme dérivée du nom du ruisseau Füzegy, qui se jette dans le Danube, son nom étant lié aux saules (fűzfa) poussant sur ses berges. Le suffixe « -tő » signifie embouchure.
En 1884, la sucrerie fut reconvertie en amidonnerie et en minoterie, mais un incendie détruisit l'usine en 1899.
L'industrialisation s'accéléra avec l'implantation en 1904 d'une raffinerie de pétrole par la Vacuum Oil Company (VOC), une entreprise américaine. L'emplacement fut choisi pour ses infrastructures ferroviaires, routières et fluviales. La production débuta en 1908, mais l'usine fut démantelée durant la République des conseils de Hongrie. La production reprit toutefois en 1922.
Les administrateurs des usines et des infrastructures ferroviaires résidaient dans une colonie ouvrière, tandis que la majorité des ouvriers habitaient les villages environnants.
Jusqu'en 1958, Almásfüzitő faisait partie de Szőny.

## Population

### Minorités culturelles et religieuses
Lors du recensement de 2011, 86,5 % de la population s'est déclarée hongroise, 1 % rom, 0,7 % allemande, 0,4 % roumaine et 0,4 % slovaque, tandis que 13,4 % des habitants n'ont pas souhaité répondre. Concernant l'appartenance religieuse, 29,6 % des habitants se déclaraient catholiques romains, 12,7 % réformés, 1,1 % luthériens, 0,3 % catholiques grecs, tandis que 27,9 % se disaient sans confession et 27,3 % n'ont pas répondu.
En 2022, 86,1 % des habitants se déclaraient hongrois, 0,6 % allemands, 0,6 % roms, 0,4 % slovaques, 0,2 % roumains, 0,1 % croates et 0,1 % ruthènes. Environ 2,3 % des habitants se sont identifiés à d'autres nationalités, tandis que 13,9 % n'ont pas souhaité répondre. La répartition religieuse montrait une baisse des pratiques : 17,5 % de catholiques romains, 9,3 % de réformés, 0,7 % de luthériens, 0,5 % de catholiques grecs, 0,7 % d'autres chrétiens et 1,1 % d'autres catholiques. La part des personnes sans confession atteignait 23,1 %, tandis que 47 % des habitants n'ont pas donné d'indication sur leur religion.

## Équipements

### Réseaux extra-urbains

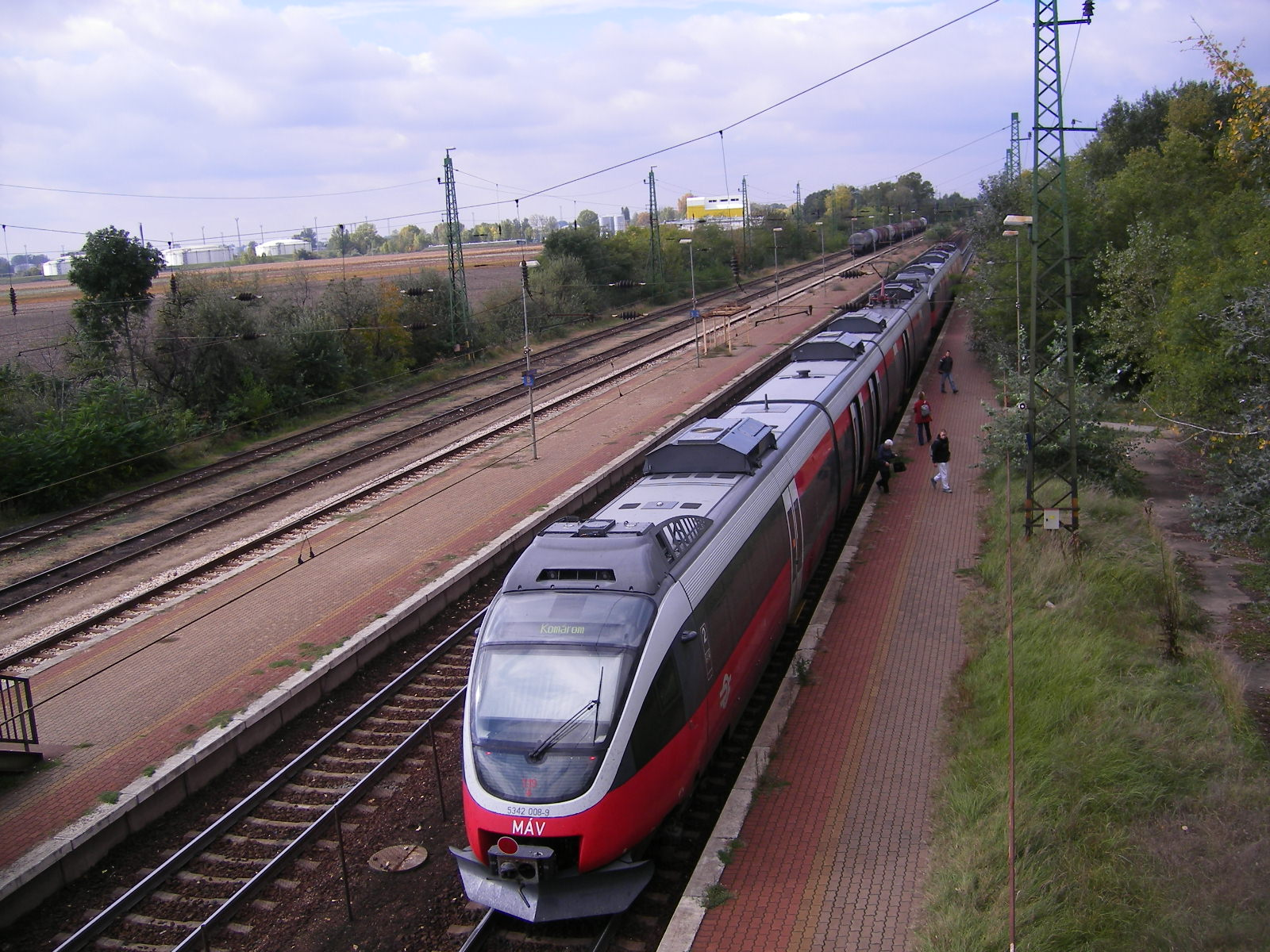
Train en gare d'Almásfüzitő-felső.

Almásfüzitő est située dans le nord du comitat de Komárom-Esztergom, sur la rive droite du Danube, à environ 10 kilomètres à l'est de Komárom. Son principal axe routier est la route nationale 1, qui traverse la commune sur près de 5 kilomètres. Depuis le sud, elle est reliée à Naszály par la route 8138.
La commune est un nœud ferroviaire important, traversé par la ligne Budapest–Hegyeshalom–Rajka, l'un des principaux axes ferroviaires de Hongrie. Elle dispose de deux gares : la gare d'Almásfüzitő, située à l'est du centre, où se raccorde la ligne en provenance d'Esztergom, et la gare d'Almásfüzitő felső, qui dessert le quartier de Nagykolónia au sud.

## Économie
L'économie d'Almásfüzitő s'est historiquement développée autour de deux secteurs industriels majeurs : le raffinage de pétrole et la transformation de l'alumine.

### Raffinage de pétrole
Dès le début du XXe siècle, l'implantation d'une raffinerie a marqué un tournant décisif pour l'économie locale. En 1904, la Vacuum Oil Company (VOC) a commencé la construction d'une raffinerie de pétrole utilisant la technologie innovante du vide, qui donna son nom à l'entreprise. Après une phase de tests et de formation des ouvriers, la production industrielle a débuté en 1907, principalement à partir de pétrole paraffinique importé de Galicie. L'usine employait alors environ 200 personnes, dont une trentaine d'administrateurs. Les huiles commercialisées sous la marque Gargoyle étaient produites selon des recettes américaines.
Pendant la Première Guerre mondiale, l'usine fut placée sous commandement militaire et affectée à la production de carburants stratégiques. Cependant, après le conflit, en raison de pénuries de pétrole et d'instabilité politique, la production fut interrompue jusqu'en 1921. Après une modernisation de l'usine, l'exploitation reprit en 1922, cette fois avec du pétrole importé d'Union soviétique.
En 1925, la fusion avec la Standard Oil of New Jersey permit la création du plus grand groupe pétrolier de Hongrie. Une nouvelle phase de modernisation suivit, et en 1931, l'usine adopta un système de distillation continue, atteignant une capacité annuelle de 50 000 tonnes. Dès 1940, la production reposait exclusivement sur le pétrole extrait en Hongrie, dont la composition permettait la fabrication de carburants à indice d'octane élevé, de pétrole lampant, de gazole ainsi que d'huiles de haute qualité.
La Seconde Guerre mondiale mit à nouveau l'usine sous tutelle militaire. Après l'entrée en guerre de la Hongrie contre les États-Unis en 1941, la raffinerie fut nationalisée sous le nom de Magyarországi Vacuum Olaj Üzemek, et une administration militaire y fut instaurée. Dès 1944, elle devint une cible des bombardements alliés. La première attaque, dans la nuit du 13 juin, détruisit 20 kilotonnes de produits pétroliers. Un second raid, le 9 août, causa des pertes humaines et des dommages matériels considérables. En février 1945, une crue du Danube submergea l'usine, déjà gravement endommagée par un troisième bombardement en mars.
À la fin de la guerre, les forces allemandes en retraite entreprirent de saboter l'usine en y plaçant des explosifs, mais elles n'eurent pas le temps d'exécuter la destruction avant leur départ.

### Transformation de l'alumine
La transformation de l'alumine a également joué un rôle clé dans l'économie locale. En 1941, une usine de production de bauxite et de transformation en alumine fut lancée par la société Dunavölgyi Timföldipari Rt., partiellement financée par des capitaux allemands. Toutefois, le projet fut interrompu par la guerre, et ce n'est qu'en 1950 que la production put démarrer.
Grâce à des extensions successives, la capacité de production atteignit 330 000 tonnes par an en 1970, soit près de la moitié de la production hongroise. Cependant, à partir du milieu des années 1990, la crise du marché de l'aluminium et des difficultés d'exportation entraînèrent une réduction de l'activité. En 1994, le secteur du traitement de la bauxite fut arrêté, et seule la production de non-métallique continua sous la direction de la Hungalumina Kft.. En 1997, la chute des prix de l'aluminium rendit l'exploitation non rentable, et l'usine fut définitivement fermée, laissant 700 ouvriers sans emploi.

## Patrimoine urbain
Almásfüzitő possède plusieurs sites remarquables, témoins de son histoire industrielle et antique. Parmi eux, on trouve les réservoirs rivetés « Vacuum », classés comme monuments industriels, qui rappellent l'importance de la ville dans le raffinage pétrolier au XXe siècle.
La ville est également connue pour accueillir des compétitions internationales de bateaux à moteur, grâce à son port de plaisance sur le Danube.
Enfin, les vestiges du camp romain d'Azaum, situés à proximité, rappellent l'importance stratégique de la région dans le système défensif du limes romain.

## La ville dans les représentations
Le nom d'Almásfüzitő apparaît dans le jeu vidéo Metal Gear Solid V: Ground Zeroes (sorti en 2014) ainsi que dans sa suite Metal Gear Solid V: The Phantom Pain. La ville est mentionnée comme le lieu de naissance de Skull Face, l'antagoniste principal du jeu. Selon le scénario, celui-ci aurait subi une partie de ses traumatismes et blessures durant les bombardements de la Seconde Guerre mondiale, alors qu'il était enfant.